# 가나자와 마코토
가나자와 마코토(일본어: 金沢 真, 1992년 5월 24일 ~ 일본 가나가와현)은 일본기원 도쿄본원 소속의 바둑기사로 문하생은 고인이 된 후지사와 히데유키 9단이다.

## 생애 및 입문
- 1992년 5월 24일 일본 가나가와현 출생
- 2007년 후지사와 히데유키 9단의 문하생으로 입문(초단)
- 2009년 2단 승단
- 2011년 3단 승단
- 2014년 4단 승단
- 2014년 7단 조기 승단

## 입상
- 2012년 제37기 일본 신인왕전 우승
- 2015년 제40기 일본 명인전 토너먼트(진출에 의해 7단으로 조기승단)